# Schallschutz
Schallschutz bezeichnet Maßnahmen, die eine Schallübertragung von einer Schallquelle zu einem Empfänger mindern. Durch geeignete Maßnahmen (z. B. elastische Flächen, Masse, Trennung von Bauteilen) soll in erster Linie die Übertragung von Schall vermieden oder gemindert werden. Der Begriff Lärm ist dabei nicht gleichbedeutend mit dem Begriff Schall. Schall ist eine messbare Größe; erst durch nicht messbare individuelle oder sozio-kulturelle Aspekte wird Schall zu störendem Lärm.

## Grundlagen
Schall kann verschiedene unerwünschte Wirkungen auf Lebewesen haben. Beim Menschen können laute Schallwellen zur Innenohrschwerhörigkeit (durch Schädigung des Corti-Organs) und zu Gleichgewichtsstörungen wie Schwindel führen. Häufiger sind jedoch mittelbare Gesundheitsschäden durch Lärm und Geräusche, etwa Schlafstörungen.
Schall breitet sich in mechanische Schwingungen und Druckwellen aus. Die vom Menschen hörbaren Schallschwingungen liegen im Frequenzbereich von 16 bis 20.000 Hz. Der Frequenzbereich von 200 bis 5.000 Hz ist für den Schallschutz von besonderer Bedeutung, da dieser Bereich vom Gehör besonders deutlich wahrgenommen wird. Schalldruck wird ab der Hörschwelle = 0 dB(A) wahrgenommen und ab einer Grenze von ca. 120 dB(A) als Schmerz empfunden. Befinden sich Sender und Empfänger im selben Raum, wird die Schallintensität durch Schallabsorption durch Dämpfung verringert. Dabei spielen neben der im Raum vorhandenen Luft insbesondere die Beschaffenheit des Bodenbelags sowie Einrichtungsgegenstände eine wichtige Rolle. Bauliche Schalldämmung ist möglich, wenn Sender und Empfänger räumlich getrennt sind.
Störschall wird in Luftschall und Körperschall unterschieden. Beim Körperschall wird ein Feststoff (z. B. eine Wand) direkt angeregt. Erfolgt die Anregung eines Feststoffs (z. B. einer Raumdecke) durch Gehbewegungen, spricht man von Trittschall. Die Schallausbreitung in der Luft erfolgt als Längswelle mit einer Geschwindigkeit von 340 m/s. In Feststoffen breitet sich Schall als Biegewelle in Abhängigkeit von der Dichte, Schichtdicke und Frequenz aus. Die Grenzfrequenz eines Feststoffs ist die Frequenz, bei der die Ausbreitungsgeschwindigkeit der Biegewelle im Feststoff 340 m/s beträgt und der Übergang von Luft- und Körperschall besonders verlustarm ist.
Eine weitere Unterteilung des Schallschutzes kann erfolgen, indem zwischen baulichem Schallschutz und nachträglichem Schallschutz unterschieden wird. Baulicher Schallschutz wird gemeinhin anhand von Simulationen und Erfahrungswerten während der Planungs- und Bauphase installiert und kann nach Fertigstellung des Gebäudes nur noch mit großem Aufwand angepasst werden. Der bauliche Schallschutz ist jedoch die einzige Möglichkeit, die Schallübertragung per Körperschall zwischen verschiedenen Räumen und/oder Stockwerken zu verhindern. Nachträglicher Schallschutz hingegen kann exakt auf die Anforderungen der jeweiligen Räumlichkeit angepasst werden und ist daher sehr flexibel. Er wird primär eingesetzt, um den Schallschutz in Fällen zu gewährleisten, in denen sich Schallquelle und Empfänger im selben Raum befinden.

## Maßnahmen
Zwecks besserer Schallabsorption wird empfohlen, Wände von geschlossenen Räumen asymmetrisch zu gestalten, geschlossene Räume schalldämpfend zu möblieren und Schallbrücken zu vermeiden. Die Gebäudegeometrie sollte außen und innen dem Schallschutz angepasst werden. Eine Schallabsorption kann sowohl durch Schalldämpfung als auch durch Schalldämmung erreicht werden.
Eine Verbesserung der Raumakustik kann durch Optimieren der Schallreflexion des Raumes erreicht werden – z. B. durch Anstreben einer für das Gehör optimalen Nachhallzeit innerhalb eines Raumes bei erwünschten Schallereignissen oder durch Anpassen der Schallerzeugung an die Nachhallzeit des Raumes. Zum Beispiel muss in einer Kirche mit sehr langer Nachhallzeit (Kölner Dom mit 13 Sekunden) bei der Predigt sehr langsam gesprochen werden, um verstanden zu werden.
Bei der Siedlungsplanung bzw. Stadtplanung kann eine geschlossene Bauweise unerwünschte Geräusche abschirmen.
Störschall von Geräten und Maschinen kann insbesondere durch Abschirmung gemindert werden. Dies geschieht etwa durch elastische Entkoppelung vom umgebenden Baukörper sowie durch Einhausung, etwa in Form einer Schallschutzkabine. 
Die Schallabstrahlung von Computern kann durch Verzicht auf einen Lüfter sowie durch Ersatz der rotierenden Festplatte durch lautlosen Flash-Speicher (Solid-State-Drive, SSD) reduziert werden.
Eine weitere Möglichkeit ist die Nutzung von Antischall.

## Technische Richtlinien
Neben den gesetzlichen Regelungen zum Schallschutz existieren technische Richtlinien, die für sich beanspruchen, die allgemein anerkannten Regeln der Technik darzustellen. Für den baulichen Schallschutz gehören hierzu in Deutschland:
- DIN 4109 (Schallschutz im Hochbau) und die im Beiblatt 1 (in der neuen DIN 4109 vom März 2017 entfällt Beiblatt 1) geregelten Ausführungsbeispiele und Rechenverfahren sowie die Empfehlung des Beiblattes 2 für den Schallschutz in eigenen Bereich und einen erhöhten Schallschutz
- VDI-Richtlinie 4100

Die DIN-Norm 4109 beschreibt Mindestanforderungen an den Schallschutz. In deren Beiblatt 2 werden zusätzlich Empfehlungen für einen erhöhten Schallschutz gegeben. Die VDI-Richtlinie weist drei Schallschutzstufen für Wohnräume aus.
Die DEGA-Empfehlung 103 beschreibt Anforderungen an den Schallschutz für Wohneinheiten unabhängig von der Art des Gebäudes. Dadurch ist ein direkter Vergleich möglich. Die DEGA-Empfehlung weist 7 Schallschutzklassen für Wohneinheiten aus. Bestandteil der DEGA-Empfehlung ist ein Schallschutzausweis, der vergleichbar dem Energieeinsparausweis farbig gekennzeichnete Schallschutzklassen auf einfache Weise darstellt.
Schallschutzklassen machen Vereinbarungen zum Schallschutz in Alt- und Neubauten möglich.

### VDI Richtlinie 4100
Die VDI Richtlinie 4100 liefert unterschiedliche Anforderungen an Mehrfamilienhäuser (bzw. Etagenwohnungen) sowie Einfamilienhäusern (auch Doppel- und Reihenhäusern), die sich in drei Klassen unterscheiden. Außerdem wird der Schallschutz innerhalb von Wohnungen in zwei Klassen unterschieden. Die Schallschutzstufe I entspricht dabei den Kenngrößen der DIN 4109, während die VDI Richtlinie verbesserte Kenngrößen ansetzt. Bei der Schalldämmung sind höhere dB besser (bei Luftschall), bei Nachhall kleinere dB besser (bei Trittschall). Der maximale Pegel liegt generell um 10 dB über den angegebenen Werten und bezieht sich auf einzelne lautere Aktionen (Öffnen und Schließen, Einschalten von Anlagen). Es ergeben sich folgende Kenngrößen.
Schutz gegen Luftschallübertragung bei DIN 4109 mit R′w ≥ 53 dB horizontal (vertikal und 2-geschossig mehr). Bei Schallschutzstufe II dann mit R′w ≥ 56 dB horizontal. Bei Schallschutzstufe III dann mit R′w ≥ 59 dB.
Schutz gegen Trittschallübertragung bei DIN 4109 mit L′n,w ≤ 53 dB an Wohnungsdecken. Bei Schallschutzstufe II dann mit L′n,w ≤ 46 dB. Bei Schallschutzstufe III dann mit L′n,w ≤ 39 dB.
Schutz gegen haustechnische Anlagen bei DIN 4109 mit L′AF,max ≤ 30 dB(A) an Wohnungsdecken. Bei Schallschutzstufe II weiter mit L′AF,max ≤ 30 dB(A). Bei Schallschutzstufe III dann mit L′AF,max ≤ 25 dB(A).
Schutz gegen Gewerbe im Gebäude bei DIN 4109 mit L′AF,max ≤ 35 dB(A) tagsüber und L′AF,max ≤ 25 dB(A) nachts. Bei Schallschutzstufe II bei Einzelgeräuschen maximal 10 dB höher. Bei Schallschutzstufe III ist die gewerbliche Nutzung im Gebäude regelmäßig ausgeschlossen.
Schutz gegen Außenlärm bei DIN 4109 wird nach dem Lärmpegelbereich die erforderliche Schalldämmung ermittelt. Bei Schallschutzstufe II übernimmt man den Wert. Bei Schallschutzstufe III wird er um 5 dB besser angesetzt.
In VDI 4100, Tabelle 1 sind Beispiele aus der akustischen Beratungspraxis, also subjektive Eindrücke aufgelistet, die für den Laien leichter zu fassen sind, z. B. „Laute Sprache: SST I: verstehbar, SST II: im allgemeinen verstehbar und SST III: im allgemeinen nicht verstehbar“.
Natürlich kann es dabei zu abweichenden persönlichen Urteilen kommen, für einen entsprechenden Nachweis sind die objektiven, in der Richtlinie festgehaltenen dB-Werte der Tabelle 2 für den Luft- und Trittschallschutz ausschlaggebend.

### Rechtsprechung
Der Bundesgerichtshof hat 2007 in einem Grundsatzurteil für Doppelhaushälften festgestellt, dass die Schallschutzstufen II und III der VDI-Richtlinie 4100 bzw. der erhöhte Schallschutz nach Beiblatt 2 der DIN 4109 als allgemein anerkannte Regel der Technik anzusehen sind, nicht jedoch die Stufe I oder die DIN-Norm 4109 (Bundesgerichtshof, Urteil vom 14. Juni 2007 – VII ZR 45/06).
Mit einer weiteren Grundsatzentscheidung setzt der Bundesgerichtshof diese Rechtsprechung auch für Eigentumswohnungen fort (Bundesgerichtshof, Urteil vom 4. Juni 2009 – VII ZR 54/07). Analog zur Doppelhaushälfte können dabei die Schallschutzstufen II und III der VDI-Richtlinie 4100 oder das Beiblatt 2 zur DIN 4109 als allgemein anerkannte Regel der Technik für eine Wohnung angesehen werden, die üblichen Qualitäts- und Komfortstandards genügen soll. Dabei macht das Gericht deutlich, dass allein der Verweis auf die DIN 4109 in der Leistungsbeschreibung nicht für deren wirksame Vereinbarung als vertraglich geschuldeter Schallschutz ausreicht. Vielmehr muss der Unternehmer, der von den üblichen Qualitäts- und Komfortmaßstäben für Wohnungen abweichen möchte, den Erwerber zusätzlich hinreichend über die Folgen der einfachen Schallschutzbauweise für die spätere Wohnqualität aufklären.
Beide Entscheidungen basieren auf vorgehender Rechtsprechung, dass mit dem Einsatz einer bestimmten Leistung auch deren bezweckter Erfolg geschuldet wird. Schon in den 1990er Jahren ist man dazu übergangen, Neubauten in Ortbeton und teils Schallschutzputz zu errichten, die durch VDI 4100 dann 1995 in Klassen eingeteilt wurde. Bei Klagen zur Gewährleistungsbürgschaft trat dann bei Mängeln des damit zu erwartenden Schallschutzes auch der Haftungsfall ein (BGH-Entscheidungen 1998 und 1999). Die Beschaffenheitsvereinbarung musste dabei den erwarteten Schallschutz nicht explizit aufführen, sodass auch ein über die alten DIN-Kenngrößen zu erwartender Schallschutz zum gewöhnlichen Bestandteil des Bauauftrages wird, soweit dieser den allgemein anerkannte Regeln der Technik entsprechend ausgeführt werden kann. Unsicherheiten zu den allgemein anerkannte Regeln der Technik wurden durch die späteren BGH-Entscheidungen ausgeräumt und machen einen hochwertigen Schallschutz zur Grundannahme bei Neubauten.